# Germain Chardin
Pour les articles homonymes, voir Chardin.
Germain Chardin, né à Verdun le 15 mai 1983, est un rameur français qui pratique l'aviron au Cercle Nautique Verdunois et/ou en équipe de France, le surfboat et la voile. Il mesure 1,95 m pour 92 kg.

## Carrière
Germain Chardin décroche son premier titre de champion de France en 1999. Ce sera le premier d’une longue série puisqu'il en cumulera 24 au cours de sa carrière. Parallèlement, il sera finaliste de plusieurs championnats d’Europe entre 2009 et 2013 et remportera, au classement général en 2008, la Coupe du monde. Il sera de nouveau champion du monde en quatre de pointe en 2010 après l’avoir été lors des -23 ans  en 2004, et en junior en 2001 et 2000. 
En 2008, il décroche en quatre sans barreur à Pékin, sa première médaille olympique, en bronze
En 2012, il rate de peu le titre suprême de champion olympique aux JO de Londres et monte finalement sur la deuxième marche du podium en deux sans barreur, associé à Dorian Mortelette.
En 2016, ce sera une 5éme place en deux sans barreur avec Dorian Mortelette au Jeux Olympiques de Rio. 
Parallèlement, Germain Chardin mène d'autre projets personnels en devenant champion du Monde de Surfboat en 2016 ou en participant avec les "Power Sailors" à la 37éme America Cup à Barcelone. 

## Palmarès

### Jeux olympiques
- 2008 à Pékin,  Chine
  -  Médaille de bronze en quatre sans barreur en 6 min 09 s 31

- 2012 à Londres,  Royaume-Uni
  -  Médaille d'argent en deux sans barreur en 6 min 21 s 11
- 2016 à Rio, Brésil
  - 5éme place

### Championnats du monde
- 2010 à Karapiro,  Nouvelle-Zélande
  -  Médaille d'or en quatre de pointe sans barreur
- 2013 à Changju, Corée du Sud
  -  d'argent en deux sans barreur

### Coupe du monde
- 2007
  -  Médaille de bronze en quatre de pointe
- 2010
  -  Médaille de bronze en quatre de pointe sans barreur
- 2012
  -  Médaille de bronze en deux de pointe sans barreur

### Championnats d'Europe
- 2009 à Brest,  Biélorussie
  -  Médaille de bronze en huit barré
- 2015 à Poznań,  Pologne
  -  Médaille d'Argent en deux sans barreur

### Jeux méditerranéens
- 2009 à Pescara,  Italie
  -  Médaille d'argent en deux sans barreur

### Championnat de France
- 35 titres de Champion de France depuis 1999 avec le Cercle Nautique Verdunois

### Palmarès
Palmarès senior 

2002 :

- • 5e en quatre de pointe sans barreur à la Régate mondiale des moins de 23 ans à Gênes (Italie)
- • 12e en deux de pointe sans barreur au Championnat de France à Cazaubon (Gers)
- • 3e en quatre de pointe avec barreur au Championnat de France à Aiguebelette (Savoie)
- • 3e en huit de pointe avec barreur à la Coupe de France à Vichy (Allier)

2003 :

- • 4e en huit de pointe avec barreur au Championnat du Monde à Milan (Italie)
- • 8e en huit de pointe avec barreur à la Coupe du Monde à Lucerne (Suisse)
- • 6e en huit de pointe avec barreur à la Coupe du Monde à Milan (Italie)
- • 3e en huit de pointe avec barreur à la Régate Internationale d'Essen (Allemagne)
- • 5e en deux de pointe sans barreur au Championnat de France à Brive-la-Gaillarde (Corrèze)
- • 1er en huit de pointe avec barreur au Championnat de France à Vaires-sur-Marne (Seine-et-Marne)
- • 1er en huit de pointe avec barreur à la Coupe de France à Vichy (Allier)

2004 :

- • 1er en deux de pointe sans barreur à la Régate mondiale des moins de 23 ans à Poznań (Pologne)
- • 13e en deux de pointe sans barreur au Championnat de France à Cazaubon (Gers)
- • 1er en huit de pointe avec barreur au Championnat de France à Bourges (Cher)
- • 2e en huit de pointe avec barreur à la Coupe de France à Vichy (Allier)

2005 :

- • 12e en deux de pointe sans barreur au Championnat du Monde à Gifu (Japon)
- • 11e en deux de pointe sans barreur à la Coupe du Monde à Lucerne (Suisse)
- • 1er en deux de pointe sans barreur au Championnat de France à Brive-la-Gaillarde (Corrèze)
- • 1er en huit de pointe avec barreur au Championnat de France à Mantes-la-Jolie (Yvelines)
- • 3e en huit de pointe avec barreur à la Coupe de France à Brive-la-Gaillarde (Corrèze)

2006 :

- • 6e en quatre de pointe sans barreur au Championnat du Monde à Eton (Grande-Bretagne)
- • 7e en quatre de pointe sans barreur à la Coupe du Monde à Lucerne (Suisse)
- • 2e en deux de pointe avec barreur à la Régate internationale de Duisbourg (Allemagne)
- • 3e en deux de pointe avec barreur à la Régate internationale de Duisbourg (Allemagne)
- • 1er en deux de pointe sans barreur au Championnat de France à Cazaubon (Gers)
- • 1er en quatre de pointe sans barreur au Championnat de France à Bourges (Cher)
- • 1er en huit de pointe avec barreur au Championnat de France à Bourges (Cher)
- • 1er en huit de pointe avec barreur à la Coupe de France à Vichy (Allier)

2007 :

- • 6e en quatre de pointe sans barreur au Championnat du Monde à Munich (Allemagne)
- • 9e en quatre de pointe sans barreur à la Coupe du Monde à Lucerne (Suisse)
- • 4e en quatre de pointe sans barreur à la Coupe du Monde à Amsterdam (Pays-Bas)
- • 3e en quatre de pointe sans barreur à la Coupe du Monde à Linz (Autriche)
- • 2e en deux de pointe sans barreur au Championnat de France à Cazaubon (Gers)
- • 1er en huit de pointe avec barreur au Championnat de France à Vichy (Allier)

2008 :

- • 3e en quatre de pointe sans barreur aux Jeux olympiques à Pékin (Chine)
- • 2e en deux de pointe sans barreur à la Coupe du Monde à Poznań (Pologne)
- • 4e en quatre de pointe sans barreur à la Coupe du Monde à Lucerne (Suisse)
- • 4e en deux de pointe sans barreur au Championnat de France à Cazaubon (Gers)
- • 1er en huit de pointe avec barreur au Championnat de France à Mantes-la-Jolie (Yvelines)

2009 :

- • 4e en deux de pointe sans barreur au Championnat du Monde à Poznań (Pologne)
- • 3e en huit de point avec barreur au Championnat d’Europe à Brest (Biélorussie)
- • 2e en deux de pointe sans barreur aux Jeux Méditerranéens à Pescara (Italie)
- • 6e en deux de pointe sans barreur à la Coupe du Monde à Banyoles (Espagne)
- • 1er en deux de pointe sans barreur au Championnat de France à Cazaubon (Gers)
- • 1er en huit de pointe avec barreur au Championnat de France à Aiguebelette (Savoie)
- • 4e en huit de pointe avec barreur à la Coupe de France à Vichy (Allier)

2010 :

- • 1er en quatre de pointe sans barreur au Championnat du Monde à Karapiro (Nouvelle-Zélande)
- • 5e en quatre de pointe sans barreur au Championnat d’Europe à Montemor-o-Velho (Portugal)
- • 3e en quatre de pointe sans barreur à la Coupe du Monde à Lucerne (Suisse)
- • 10e en deux de pointe sans barreur à la Coupe du Monde à Bled (Slovénie)
- • 2e en deux de pointe sans barreur au Championnat de France à Cazaubon (Gers)
- • 1er en huit de pointe avec barreur au Championnat de France au Creusot (Saône-et-Loire)

2011 :

- • 13e en quatre de pointe sans barreur au Championnat du Monde à Bled (Slovénie)
- • 8e en quatre de pointe sans barreur à la Coupe du Monde à Lucerne (Suisse)
- • 5e en quatre de pointe sans barreur à la Coupe du Monde à Munich (Allemagne)
- • 1er en deux de pointe sans barreur au Championnat de France à Aiguebelette (Savoie)
- • 1er en huit de pointe avec barreur au Championnat de France à Brive-la-Gaillarde (Corrèze)
- • 1er en huit de pointe avec barreur à la Coupe de France à Gérardmer (Vosges)

2012 :

- • 2e en deux de pointe sans barreur aux Jeux olympiques à Londres (Grande-Bretagne)
- • 3e en deux de pointe sans barreur à la Coupe du Monde à Munich (Allemagne)
- • 1er en deux de pointe sans barreur à la Régate qualifiante olympique à Lucerne (Suisse)
- • 1er en deux de pointe sans barreur à la Régate internationale de Piediluco (Italie)
- • 1er en deux de pointe sans barreur à la Régate internationale de Piediluco (Italie)
- • 1er en deux de pointe sans barreur au Championnat de France à Cazaubon (Gers)

Palmarès Junior

2000 :

- • 1er en quatre de pointe avec barreur au Championnat du Monde à Zagreb (Croatie)
- • 2e en deux de pointe sans barreur au Championnat de France à Cazaubon (Gers)
- • 1er en huit de pointe avec barreur au Championnat de France à Vichy (Allier)
- • 5e en huit de pointe avec barreur au Championnat de France senior à Vaires-sur-Marne (Seine-et-Marne)
- • 4e en huit de pointe avec barreur à la Coupe de France à Vichy (Allier)

2001 :

- • 1er en deux de pointe sans barreur au Championnat du Monde à Duisbourg (Allemagne)
- • 1er en deux de pointe sans barreur au Championnat de France à Brive-la-Gaillarde (Corrèze)
- • 1er en huit de pointe avec barreur au Championnat de France à Vichy (Allier)
- • 1er en huit de pointe avec barreur senior au Championnat de France à Bourges (Cher)
- • 2e en huit de pointe avec barreur à la Coupe de France à Vichy (Allier)

Palmarès Cadet

1998 : 

- 11e en huit de pointe avec barreur à la Coupe de France à Vichy (Allier)

1999 : 

- • 1er en deux de pointe sans barreur au Match France – Grande-Bretagne
- • 1er en deux de pointe sans barreur au Championnat de France à Vichy (Allier)
- • 1er en huit de pointe avec barreur à la Coupe de France à Vichy (Allier)